# Região Geográfica Imediata de Sinop
A Região Geográfica Imediata de Sinop  é uma das 18 regiões imediatas do estado brasileiro de Mato Grosso, uma das seis regiões imediatas que compõem a Região Geográfica Intermediária de Sinop e uma das 509 regiões imediatas no Brasil, criadas pelo IBGE em 2017.

## Municípios
Fonte: IBGE 
| Município           | População Estimativa 2017 | Área (km²) |
| ------------------- | ------------------------- | ---------- |
| Cláudia             | 11 716                    | 3820       |
| Colíder             | 32 298                    | 3038       |
| Feliz Natal         | 13 451                    | 11448      |
| Itaúba              | 3 800                     | 4538       |
| Marcelândia         | 10 422                    | 12294      |
| Nova Canaã do Norte | 12 388                    | 5962       |
| Nova Guarita        | 4 457                     | 1087       |
| Nova Santa Helena   | 3 596                     | 2627       |
| Santa Carmem        | 4 360                     | 3855       |
| Sinop               | 135 874                   | 3942       |
| Terra Nova do Norte | 9 606                     | 2302       |
| União do Sul        | 3 468                     | 4581       |
| Total               | 245 436                   | 59 494     |